# Mark Braverman
Mark Braverman (Philadelphia, 1948) is een Amerikaans klinisch psycholoog (Ph.D) die zich op het terrein van de theologie beweegt. Hij is actief als vredesactivist in het Israëlisch-Palestijns conflict. Zijn grootvader was een Palestijnse jood die als vijfde generatie in de regio Palestina, later Israël, woonde en was geboren in Jeruzalem. Zijn grootvader emigreerde als jonge man naar de Verenigde Staten. Daar groeide zijn kleinzoon Braverman op in de joodse traditie, met studie van de Tenach, Hebreeuwse literatuur en joodse geschiedenis.

## Werk

#### Traumapsycholoog
Braverman schoolde zich als klinisch psycholoog en crisis manager en wijdde zijn professionele carrière aan het werken met groepen en personen die aan traumatische stress stoornissen lijden. Hij bracht onder andere met Richard Denenberg verschillende publicaties uit over geweld op het werk en ontwikkelde daarvoor preventiestrategieën.
In zijn lezingen over het Israëlisch-Palestijnse vraagstuk brengt hij regelmatig naar voren dat het bestaan van de staat Israël in zijn huidige vorm van een exclusief militair 'joods' bolwerk voor de joodse bevolking daar niet helend kan zijn voor de trauma's van de Shoah, maar dat die daardoor juist in stand worden gehouden.

#### Theoloog
Sindsdien zijn bezoek in 2006 aan Israël staat het Israëlisch-Palestijnse conflict in het centrum van Bravermans belangstelling. In zijn boek Fatal Embrace. Christians, jews and the search for Peace in the Holy Land stelt Braverman dat de joodse zoektocht naar eigen veiligheid en empowerment, en de christelijke poging om boete te doen voor eeuwen van antisemitisme geleid hebben tot een, zijns inziens, onvoorwaardelijke steun aan de staat Israël.
Braverman bestrijdt in zijn boek de opvatting onder sommige christenen dat opkomen voor de rechten van de Palestijnen, per definitie zou getuigen van antisemitisme. Hij weigert ook als joodse gelovige door christenen te worden bevestigd in de uniciteit van het joodse volk: "Wij zijn niet speciaal".. Braverman hoort daarmee bij de critici van de christelijke Israëltheologie, die de staat Israël in het verlengde plaatst van het Bijbelse Israël en die vindt dat christenen slechts 'te gast' zijn bij het jodendom. Dit ontkent volgens hem de afwijzende houding die de joodse profeet Jezus had tegenover de religieuze en politieke machthebbers van zijn dagen. Deze christenen, die weliswaar afwijzen dat het christendom in de plaats kwam van het jodendom (de zogenaamde 'vervangingstheologie'), maken de joden als religieuze groep zo even goed tot gegijzelden van hun geschiedenis. Hij wil niet dat christenen aanhaken bij de veronderstelde geprivilegieerde status van joden, omdat dat een funeste uitwerking heeft op een reële visie op de staat Israël. Joden, zo zegt Braverman, moeten zich van hun kant bevrijden van de mythe dat het nog mogelijk zou zijn om terug te keren naar een "staat van nationale eenheid en dominantie", met koning David voor ogen. Nationale mythen - ook die van de staat Israël - zijn volgens Braverman altijd schadelijk voor de godsdienst, ook voor de godsdienst van de joden. Christenen moeten daarom verder durven gaan dan de boetedoening voor het antisemitische verleden alleen en de joden moeten verder durven gaan dan hun verlangen naar verlossing binnen één begrensd land. Hij vindt dat beide religies belangrijkere, interreligieuze agenda’s uit te voeren hebben, bijvoorbeeld om samen met moslims en andere volkeren en geloofsgemeenschappen vooruit te kijken en zich boven alles te richten op een verbindende sociale gerechtigheid. Hij sluit daarin aan bij de kritiek van de Amerikaanse protestantse oudtestamenticus prof. dr. Walter Brueggemann, de auteur van Theology of the Old Testament (1997) en zelf een kritisch beschouwer van de zijns inziens fundamentalistische Israëltheologie. Brueggemann voorzag het boek van Braverman van een voorwoord, waarin hij de verstatelijking van het jodendom herleidt tot "oud tribalisme dat niet langer geldig is in een pluralistische wereld". Voor zover christenen aansluiten bij dit tribalisme, stelt dit volgens Brueggemann vervolgens vragen aan een daarmee vergelijkbaar "christelijk exceptionalisme",. Hij steunt daarmee de opvatting van Braverman dat dit type christendom niet meer wil ingaan op de universale opvatting van de apostel Paulus dat het Evangelie bestemd is voor alle volken. Braverman is een geestverwant van een andere joodse bevrijdingstheoloog Marc Ellis die bekend werd door zijn boek Israel does not equal Judaism.

#### Vredesactivist
Braverman is medeoprichter en directeur van Friend of Tent of Nations North America, en maakt deel uit van het bestuur van de Israeli Committe Against House Demolitions in de Verenigde Staten, de adviescommissie van Friends of Sabeel North America en de Raad van Advies van de Washington Interfaith Alliance for Middle East Peace. Hij is ook lid van de American Jews for a Just Peace. In Nederland onderhoudt Braverman contacten met de Stichting Kairos Palestina Nederland.